# Notion (Produktivitätssoftware)
Notion ist ein kommerzieller Onlinedienst, der vom US-amerikanischen Unternehmen Notion Labs Inc. betrieben wird. Der Dienst bietet Produktivitätswerkzeuge wie Notizen, Aufgabenmanagement, Projektverwaltung und Lesezeichen. Zusätzliche Funktionen werden von Desktop- und mobile Apps angeboten, die für Windows, macOS, Android und iOS verfügbar sind. Benutzer können benutzerdefinierte Vorlagen erstellen, Videos und Webinhalte einbetten und in Echtzeit mit anderen zusammenarbeiten. Notion Labs, Inc. wurde 2013 als Start-up-Unternehmen in San Francisco, Kalifornien, gegründet.
Die Stärke von Notion liegt in seiner flexiblen Struktur, die es Nutzern ermöglicht, ihre Arbeitsumgebung individuell zu gestalten. Die Plattform nutzt ein System aus Seiten, Datenbanken und Blöcken, um verschiedene Inhaltstypen zu organisieren und zu verknüpfen. Seiten können mit Text, Bildern, Aufgabenlisten und vielem mehr befüllt und hierarchisch angeordnet werden. Datenbanken dienen zur Verwaltung von Informationen, die in verschiedenen Ansichten dargestellt werden können. Das Block-System ermöglicht es, Inhalte frei zu formatieren und anzupassen, was eine flexible Gestaltung erlaubt.